# Toledo Museum of Art
Toledo Museum of Art – muzeum sztuki znajdujące się w Toledo, w Stanach Zjednoczonych.
Muzeum zostało założone w 1901 roku przez Edwarda Drummonda Libbey'ego, który był jego dyrektorem do 1925 roku. Budynek został zaprojektowany przez Edwarda B. Greena i Harry'ego W. Wachtera. W XX wieku został rozbudowany dwukrotnie: w latach dwudziestych i trzydziestych.

## Zbiory
W muzeum znajduje się kolekcja szkła artystycznego z XIX i XX wieku, eksponaty sztuki europejskiej i amerykańskiej z okresu renesansu, starożytnej Grecji i Rzymu oraz eksponaty sztuki japońskiej. W zbiorach muzeum znajdują się dzieła Rubensa (Koronacja świętej Katarzyny), Rembrandta, El Greca (Chrystus w Ogrójcu, Zwiastowanie), Beardena, Cézanne'a, Caldera, Degasa, van Gogha, Holbeina, Moneta, Picassa i innych oraz współczesne prace Willema de Kooninga, Henry'ego Moorea i Sol LeWitta. Ogółem w muzeum znajduje się 30 tys. eksponatów.